# Компрадор
Компрадор (порт. comprador — покупець, походить від лат. comparare — купувати, придбавати) — місцевий купець, підприємець, був посередником між іноземним капіталом і національним ринком країни, що розвивається.

## Історія
Компрадорами європейці, що жили у Східній Азії, називали місцеву прислугу, яку посилали на ринок торгувати привезеними товарами. Пізніше компрадорами почали називати місцевих постачальників, які працювали на іноземні компанії, і місцевих керівників представництв іноземних фірм. Компрадори відігравали важливу роль в економіці Південного Китаю, вони купували і продавали чай, шовк, бавовну і пряжу для іноземних корпорацій і працювали в іноземних банках.

## Сучасне значення
У марксистському дискурсі компрадорством називають політику, спрямовану на адаптацію національної економіки до чужих інтересів. Обслуговування чужих економічних і політичних проєктів — головна риса компрадорства.